# Divo (Ivoorkust)
Divo is een stad in Ivoorkust en is de hoofdplaats van de regio Lôh-Djiboua. Divo telt 147.379 inwoners (2010). De meeste inwoners zijn Djiboua.

## Geschiedenis
Divo is ontstaan uit twee dorpen van de Djiboua, Bada et Boudoukou.

## Geografie
Divo grenst aan de volgende gemeenten: Oumé, Lakota, Tiassalé, Fresco en Grand-Lahou.
Divo heeft een regionale luchthaven.

## Economie
Divo is een belangrijk landbouwcentrum. De stad telt vijf grote markten.

### Biomassacentrale
Ivoorkust is een van de grootste cacaoproducenten ter wereld en Divo speelt hierin een belangrijke rol. De cacaobonen worden uit de doppen gehaald en dit laatste blijft als afval achter, bij een kilogram cacaobonen komt zo'n drie kilogram aan doppenafval vrij. In 2018 viel het besluit in Divo een grote elektriciteitscentrale te bouwen die de doppen gaat inzetten als brandstof. Deze centrale krijgt een opgesteld vermogen van 60 tot 70 megawatt (MW) en wordt de grootste van het land. De centrale wordt gebouwd en beheerd door de Société des Énergies Nouvelles (SODEN) van Ivoorkust. De centrale zou eind 2020 in productie komen, maar door vertraging is dit verschoven naar 2023. De centrale vergt een investering van US$ 244 miljoen.